# ريبيكا جين براون
ريبيكا جين براون (بالإنجليزية: Rebecca Brown) هي مدونة فيديو بريطانية، ولدت في 4 ديسمبر 1992 في تشيلمسفورد في المملكة المتحدة.